# Riminese

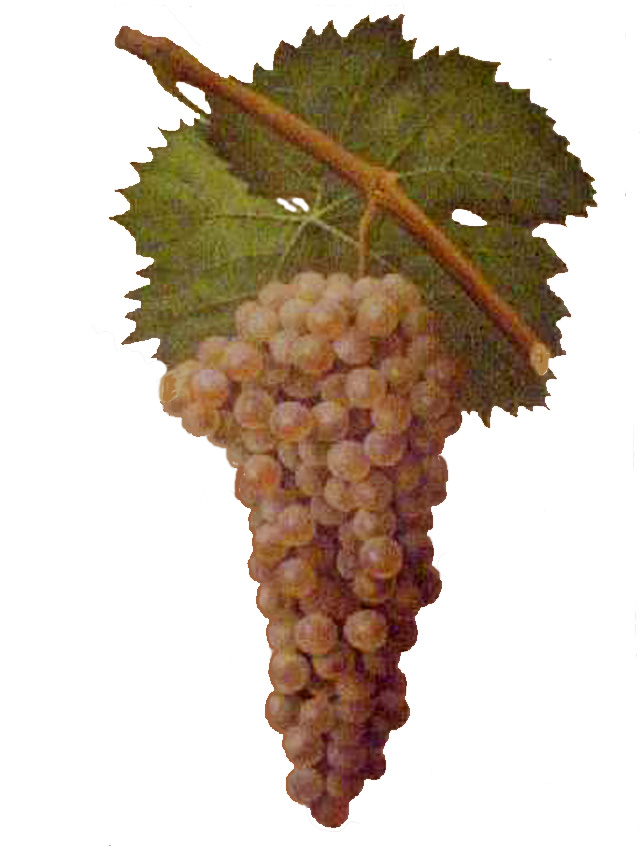
Riminese im Buch von Viala & Vermorel

Die Weißweinsorte Riminese ist eine autochthone Sorte der Insel Korsika. Ihr Name lässt jedoch den Schluss zu, dass sie italienischen Ursprungs ist und aus der Gegend von Rimini kommt. Es wird daher von Pierre Galet vermutet, dass sie identisch mit der Sorte Albana ist; eine endgültige Überprüfung steht jedoch noch aus (Stand 2005).
Die Sorte treibt spät aus, reift aber zeitig und liefert feine Weine mit einer schönen Säure und einem vergleichsweise hohen Alkoholgehalt.
Synonyme: Creminese, Criminese, Empibotte Bianco, Griminese, Grimenesse, Rimenese, Riminese bianco, Riminese dell Elba, Uva Riminese

## Ampelographische Sortenmerkmale
In der Ampelographie wird der Habitus folgendermaßen beschrieben:
- Die Triebspitze ist weißwollig behaart, mit karminrotem Anflug. Die gelblich-grünen Jungblätter sind leicht behaart und gefleckt kupferfarben.
- Die sehr großen Blätter sind fünflappig und tief gebuchtet (siehe auch den Artikel Blattform). Die Stielbucht ist lyrenförmig geschlossen, wobei sich die Enden überlappen. Das Blatt ist spitz gesägt. Die Zähne sind im Vergleich der Rebsorten sehr eng gesetzt. Die Blattoberfläche (auch Spreite genannt) ist blasig derb.
- Die walzenförmige Traube ist groß, lang, geschultert und dichtbeerig. Die rundlichen Beeren sind klein und von weißlich-gelber Farbe.

Die wuchskräftige Rebsorte Riminese treibt spät aus und reift ca. 25 – 30 Tage nach dem Gutedel: sie zählt daher zu den spätreifenden Sorten. Sie wird häufig von der  Grauschimmelfäule befallen. Gegen den Echten Mehltau ist sie recht resistent. Ihr Ertrag ist aufgrund der krankheitsanfälligkeit unregelmäßig.
Riminese ist eine Varietät der Edlen Weinrebe (Vitis vinifera).